# Ernst Häußler
Georg Jacob Ernst Häußler (auch Ernst Häusler) (* 8. Januar 1761 in Böblingen; † 20. Februar 1837 in Augsburg) war ein deutscher Sänger, Komponist und Musiklehrer.

## Leben
Ernst Häußler wurde als Sohn des Korporals Johann Jakob Häußler geboren.
Er erhielt von Dezember 1770 bis Dezember 1781 seine schulische und musikalische Erziehung und Ausbildung an der herzoglich-württembergischen Militärakademie Karlsschule in Stuttgart; seine dortigen Musiklehrer waren Agostino Poli (1739–1819), Antonio Boroni und Eligio Celestino und seine Mitschüler waren Johann Rudolph Zumsteeg (1760–1802), Johann Kauffmann (1759–1834), der spätere Schwiegersohn von Christian Friedrich Daniel Schubart, Johann Philipp Mohl (1757–1817), Johann Daniel von Reitter und Jakob Christian Schlotterbeck.
Von 1777 bis 1786 trat er als Violoncellist in der Stuttgarter Hofkapelle auf. 1785 unternahm er eine Reise und trat an verschiedene Fürstenhöfen sowie in Wien und Berlin auf. In Donaueschingen erhielt er 1789 eine Anstellung als Hofmusiker beim Fürsten Joseph Maria von Fürstenberg und blieb einige Jahre in dieser Anstellung.
1791 ging Ernst Häußler nach Zürich in der Schweiz und trat als Virtuose auf dem Violoncelli und als Koloratursopran auf; dazu war er auch als Gesangslehrer mehrerer Sängerinnen tätig. 1797 kehrte er nach Stuttgart zurück und trat auch dort als Sopransänger wie auch als Violoncellist auf. Im gleichen Jahr ging er nach Wien und trat dort als Cellovirtuose, Komponist und Sänger auf; er kehrte erst vier Jahre später nach Stuttgart zurück. Bemerkenswert war der Umfang seines Gesanges: wenn er fistulierte umfasste seine Stimme vier volle Oktaven, vom tiefen Bass Es bis zum hohen Sopran.
1800 wurde er Lehrer am St.-Anna-Gymnasium in Augsburg, das damals noch unter reichsstädtischer Verfassung stand.
1802 erhielt er von der Kaiserin von Russland, den Auftrag für den Kaiser Alexander eine Friedens-Kantate zu setzen, die vom Professor Gerhard Adam Neuhofer gedichtet wurde, darauf sechs Kanzonetten und sechs deutsche Gedichte im Auftrag der Königin von Schweden, so wie später einen Marsch für ein preußisches Infanterie-Regiment, das den größten Beifall bei einer Armee-Inspektion selbst durch den König Friedrich Wilhelm III. erhielt.
Nach der Übernahme der Reichsstadt Augsburg durch die Königliche bayerische Krone erhielt er 1806 die Stelle die Königlich bayerischen Musikdirektors des evangelischen Chors in Augsburg sowie eine Einladung des Königs Maximilian I. Joseph in die Residenz nach München, um die Stelle des Hofkapellmeisters Franz Danzi zu übernehmen, aus Bescheidenheit lehnte er dieses Angebot jedoch ab. Er hatte nun nicht nur die Leitung der Kirchenmusik in der St. Anna-Kirche in Augsburg, sondern auch die Aufgabe Kompositionen für die Friedensfestmusiken zu schreiben und sonstiger aufzuführender Werke sowie die Ausbildung der in St. Anna tätigen Sänger übernommen. Er führte – wie seit Philipp David Kräuter üblich – auch die Oberaufsicht über die Kirchenmusik an den übrigen protestantischen Kirchen in Augsburg. Darüber hinaus engagierte er sich in beachtlichem Umfang auch für das städtische Musikleben. Regelmäßig trat er bis 1822 im Fuggerschen Konzertsaal (Fuggerhäuser) am Zeugplatz auf, bei denen er als Instrumentalist, Sänger und musikalischer Leiter in Erscheinung trat und vielfach auch eigene Schöpfungen vorstellte. Seit dem Winter 1803/04 leitete er einige Jahre lang eine Abonnement-Konzertreihe im Gasthof „Zur goldenen Traube“. Ebenso war er bei den von Fürstbischof Clemens Wenzeslaus ins Leben gerufenen Hofkonzerten ein gern gesehener Gast.
Ernst Häußler bemühte sich um die Errichtung einer öffentlichen Gesang- und Instrumental-Schule und legte hierzu 1810 bei der königlichen Polizei-Direktion und später dem Magistrat der Stadt Pläne zum Bau vor, allerdings wurden diese Pläne aus finanziellen Gründen nicht ausgeführt.
1811 hatte er Kontakt zu Carl Maria von Weber während dessen Augsburg-Aufenthaltes im März 1811.
Am 6. August 1818 hatte der Fürst Joseph II. in Karlsbad eine Gesellschaft eingeladen, bei der die Gräfin Adelaide Caroline Johanne Gräfin de Bombelles (1792–1857) als Sängerin auftrat. Sie sang das von Ernst Häußler vertonte Gedicht Kennst du das Land, wo die Cytronen blühn von Johann Wolfgang von Goethe derart ergreifend, dass diesem, der zu den geladenen Gästen gehörte, Tränen in den Augen standen.
Anlässlich des Todes des bayerischen Königs Maximilian I. Joseph komponierte er 1825 eine Kantate, 1830 komponierte er zum Konfessionsfest am 25. Juni sowie zu einem Gymnasialfest 1831 eigene Werke.
Nach seinem Tod folgte ihm Karl Ludwig Drobisch als Musikdirektor nach.

## Wirken
Als Komponist hinterließ Ernst Häußler neben geistlicher Musik (Kantaten, Passionsmusiken, Kirchengesänge), die er von Amts wegen zu komponieren hatte, einen beachtlichen Werkbestand an weltlichen Gesängen, vor allem Klavierlieder, die vielfach im Druck erschienen (Anton Böhm, Johann Carl Gombart), aber auch Arien mit Orchesterbegleitung und die Oper Partenope. Er vertonte auch zahlreiche Gedichte von Zeitgenossen, die er als Klavierlieder veröffentlichte, darunter auch das von Johann Wolfgang von Goethe verfasste Kennst du das Land, wo die Cytronen blühn aus Wilhelm Meisters Lehrjahre.

## Werke
- Sei canzonette serie con accompagnamento di cembalo. In Spira: Presso Bossler Consigliario, 1792.
- VI Gedichte von Friedrich von Matthisson. Zürich: Auf Kosten des Verfassers, 1793.
- VI Deutsche Lieder für Gesang und Clavier: in Musik gesetzt und zugeeignet der Frau Baronesse von Arnstein geborne Itzig. Wien: Träg 1793.
- XII Lieder beym Clavier zu singen: den Liebhabern des Gesangs gewiedmet. Zürich : Häussler, 1793.
- Sei canzonette serie accompagnate col forte-piano. Zurigo: A spese dell’autore, 1795.
- Kennst du das Land wo die Cytronen blühn? aus Wilhelm Meisters Lehr-Jahren von Goethe: In Musik gesezt und Zugeeignet der Frau Baronesse Fanny von Arnstein gebohrne von Izig. vom Ernst Haeusler. Augsburg: Johann Carl Gombart, 1798.
- Ernst Häussler, Komponist; Karl Heinrich Gottfried Witte, Pädagoge und Schriftsteller: Sechs Gedichte von Carl Witte. Zürich: Im Verlage der Verfassers, 1798.
- Lasset uns mit Andacht hören, 1799: Kirchen Musik // vor // 4 Singstimmen mit Begleitung von 1 Oboe, u[n]d 1 Fagott ob[ligati?] // 2 Waldhorn, Viol[on]celle // C-Bassi // Von // Ernst Häußler Kirchen Musik // zu // 4 Singstimmen // mit // Begleitung // vor // 1. Oboe 1. Fagott. 2 Waldhorn, Violoncelle, C:Baß // in Musik gesetzt. 1799
- Die Lehrstunde: Ode v. Klophstock in Musik gesezt vor 2 Singstimmen u. vollstimmige Orchester-Begl. und dem Durchlauchtigsten Fürsten und Herrn Herrn Anselm Marla Fugger gewidmet. Augsburg: Böhm, 1800.
- Gedicht von Gustav Freier: In Musik gesezt und Der Durchlauchtigsten Frauen Amalia Theresia Erbprinzessin von Thurn und Taxis gebohrne Herzogin von Mecklenburg Strelitz in tiefster Ehrfurcht gewidmet. Augsburg: Johann Carl Gombart, 1800.
- Recitativo con Aria pel soprano „Perche le“ – Mk 90 H 4. 1800.
- Froh-Gesaenge Dem K.B. Finanz-Rath Lorenz Schaezler gewidmet und in Musik gesezt von Ernst Haeusler. Augsburg: Andreas Böhm, 1800.
- III Gedichte für eine Singstimme mit Piano Forte Begleitung. Augsburg: Boehm, 1800.
- III Gedichte: In Musik gesezt und Zugeeignet. Ihro Excellenz der Frauen Frauen von Wickham. Augsburg: Gombart, 1800.
- Chöre und Arien dem Frieden geweiht: Aufgeführt im v. Liebert'schen Saale, den 5. Junii 1801. Augsburg: Hamm, 1801.
- Ernst Häußler; Jacob Friedrich Kick: Sei mir gesegnet – Mk 90 H 6: Kantate. 1801.
- Ernst Häußler; Jacob Friedrich Kick: Ich suche dich – Mk 90 H11: Solo- und Chorgesang. 1801.
- Ernst Häußler; Jacob Friedrich Kick: O könnt' ich dich mein Gott recht preisen – Mk 90 H 8 : Kirchengesang. 1801.
- Ernst Häußler; Jacob Friedrich Kick: König, Hohepriester, Lehrer – Mk 90 H 10: Solo- und Chorgesang. 1801.
- Ernst Häußler; Jacob Friedrich Kick: Der Tag beginnt o Gott durch dich – Mk 90 H 9: Kirchengesang. 1801.
- Ernst Häußler; Jacob Friedrich Kick: Heil dem Tag, den Gott gemacht – Mk 90 H 7: Kirchengesang. 1801.
- Sehnsucht und Trost : Op. 20. Augsburg: Gombart, 1803.
- III Gedichte am Clavier zu Singen: In Musik gesezt und Sr. Königlichen Hoheit, der Prinzessin Solms Braunfels Friederika, Carolina, Sophia unterthänigst gewidmet; Opera 22. Augsburg : Gombart, 1803/0].
- VI Gedichte am Clavier zu singen: op. 18. Augsburg: Gombart, 1803.
- Sei Canzonette accompagnate col Piano Forte: Opera 17. Augusta: Gombart, 1803.
- Gerhard Adam Neuhofer; Ernst Häußler: Alexander, dem ersten, Rußlands erhabenem Herrscher und Deutschlands Friedensmittler. 1804.
- Drey Gesaenge für zwey Singstimmen mit Begleitung des Piano Forte: Opus 26. Augsburg : Gombart, [1808].
- Ernst Häußler; Friedrich Schiller: Würde der Frauen: op. 25. Augsburg: Gombart, 1808.
- Gedicht. Augsburg: Gombart, 1809/10.
- Concertino per il Violino Principale con Due Violini, Viola, Flauto obligato, Due Corni & Basso Op. 30. Augusta Gombart 1812.
- Kantate zur Gedächtnißfeyer des Toleranz- und Friedenfestes: für die evangelischen Gemeinden der Königl. baierischen Stadt Augsburg; Für die Jahre 1812. u. 1813. Augsburg, 1812.
- Die III. Schwestern: ein Gedicht. Augsburg: Böhm, 1815.
- Wiederseh'n: ein Gedicht. Augsburg: Böhm, 1815.
- Kantate zur Gedächtnißfeyer des westphälischen Friedens: für die evangelischen Gemeinden der Königl. baierschen Stadt Augsburg; Für die Jahre 1816 und 1817. Augsburg 1816.
- Kantate am dritten Säkularfest der Reformation 1817 den 31. Oktober: Für die evangelische Gemeinde der Königl. Baierischen Stadt Augsburg. Augsburg, 1817.
- Étienne Nicolas Méhul; Vittorio Trento; Ernst Häußler; Nicola Antonio Zingarelli; Valentino Fioravanti; Badolini: Gesänge aus der komischen Oper: Der Kampf im Vorzimmer. 1820.
- Friedrich Heinrich Himmel; Conradin Kreutzer; Karl August Krebs; Carl Maria von Weber; Emilie Zumsteeg; Ernst Häußler; Friedrich Jonathan Knapp: 19 Klavierlieder – Cod. Mus. II.fol. 122. 1821.
- Matthaeus Leonhardt; Ernst Häussler: Ausruf bei der Ankunft Ihrer Majestäten des Königs und der Königin in Augsburg: Dargebracht von der Augsburgischen Volks-Schul-Jugend. Augsburg, 1824.
- Ernst Häussler; Julius Ecker von Eckhofen: Willkommen! Augusta's Freudenruf bei Anwesenheit Ihrer Königlichen Maiestäten von Baiern. Augsburg: Rösl, 1824.
- Ernst Häussler; Johann Michael Voit (Architekt): Huldigungs-Lied auf das Regierungs-Jubelfest unsers allgeliebtesten Königs Maximilian Joseph: gesungen bei dem zur Feier des 16ten Februars von dem k. Kämmerer K.E. Freiherrn v. Gravenreuth in Augsburg veranstalteten Feste. Augsburg, 1824.
- Ernst Häussler; Johann Michael Voit (Architekt): Recit: und Gebeth: im Evangelischen Waisenhaus aufgeführt bey Anwesenheit Sr. Majestät des Königs und der Königin von Baiern den 1. August 1824. Augsburg: Böhm, 1824.
- Ernst Häussler; Johann Michael Voit (Architekt): Prolog gesprochen und gesungen im National-Theater bei den Feierlichkeiten, welche die königliche Stadt Augsburg während der Anwesenheit Ihrer Majestäten des Königs und der Königin veranstaltete: Dargestellt von der Gesellschaft des Schauspiel-Direktors Joseph Schemenauer. Augsburg: Rösl, 1824.
- Kantate zur Feyer des jährlichen Friedensfestes: für die evangelischen Gemeinden der Königl. baier. Stadt Augsburg; Für den 8. August, 1825 und 1826. Augsburg, 1825.
- Gesänge zur Todten-Feyer weiland Seiner Majestät Maximilian Joseph Königs von Baiern am 29sten October 1825 in der St. Anna-Kirche. Augsburg: Geiger, 1825.
- Cantate zur Feyer des dritten Jubelfestes der Augsburgischen Confession : aufgeführt in den fünf evangelischen Kirchen der Stadt Augsburg am 25. Junius 1830. Augsburg, 1830.